# Lago Aishihik
Il Lago Aishihik è un lago del Canada che si trova nello Yukon, di forma allungata, ha una lunghezza di 55 chilometri ed una larghezza massima di 6 e ricopre una superficie di quasi 150 chilometri quadrati. Dal lago effluisce il fiume Aishihik che dopo circa 50 chilometri si immette nel Dezadeash.